# Libnotes simplicicercus
Libnotes simplicicercus är en tvåvingeart som först beskrevs av Alexander 1967.  Libnotes simplicicercus ingår i släktet Libnotes och familjen småharkrankar. Inga underarter finns listade i Catalogue of Life.